# 圣路易斯艺术博物馆
圣路易斯艺术博物馆（Saint Louis Art Museum）是美国的主要艺术博物馆之一，展出来自全世界各个角落的绘画、雕塑和古代杰作。每年有50万人参观。
博物馆建筑高三层，位于美国密苏里州圣路易斯森林公园，为1904年圣路易斯世界博览会建造。。

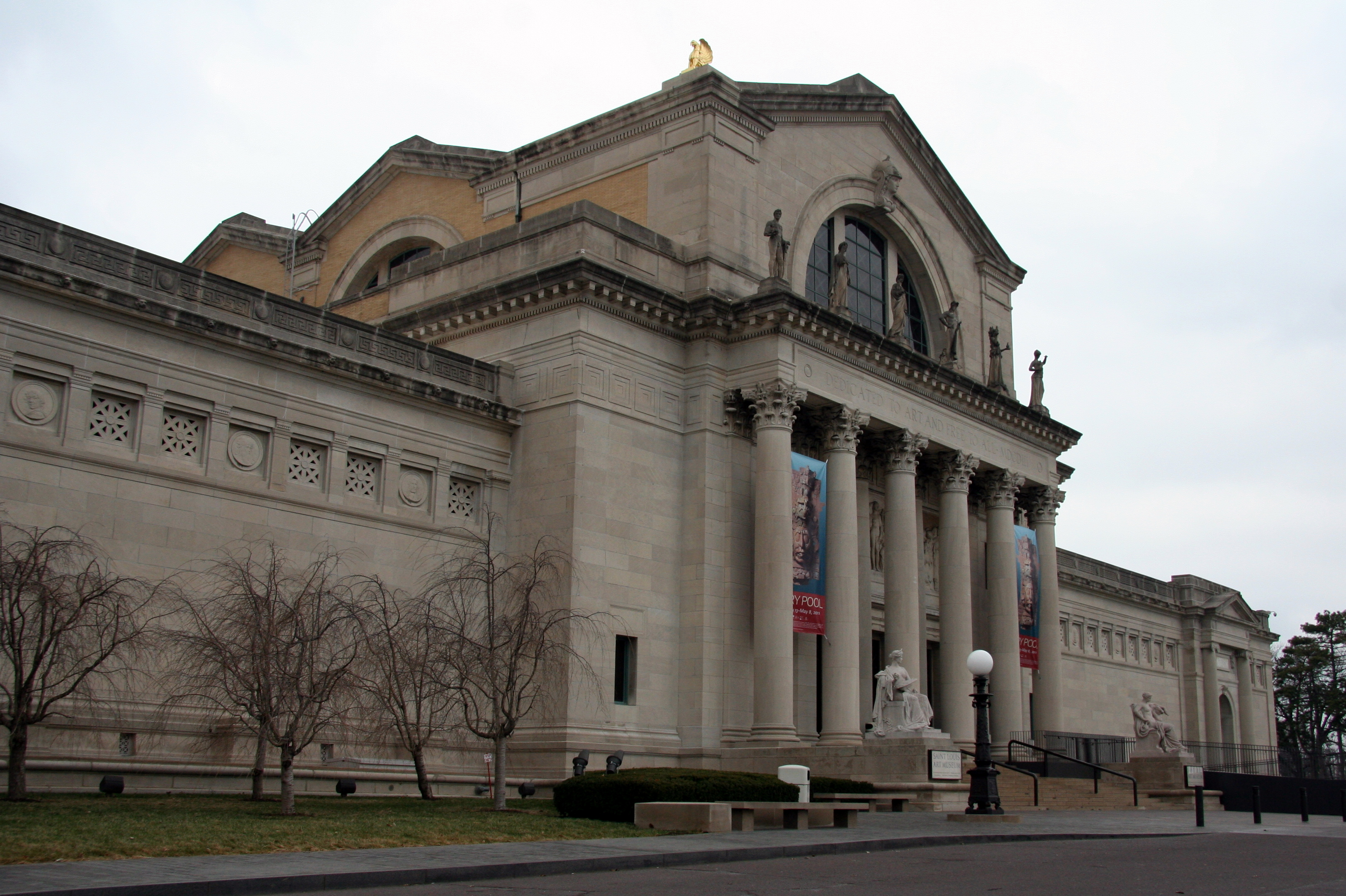
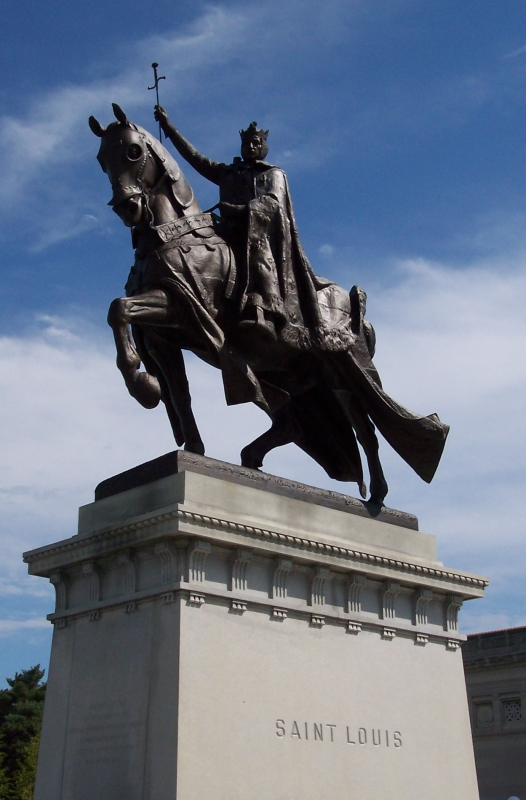
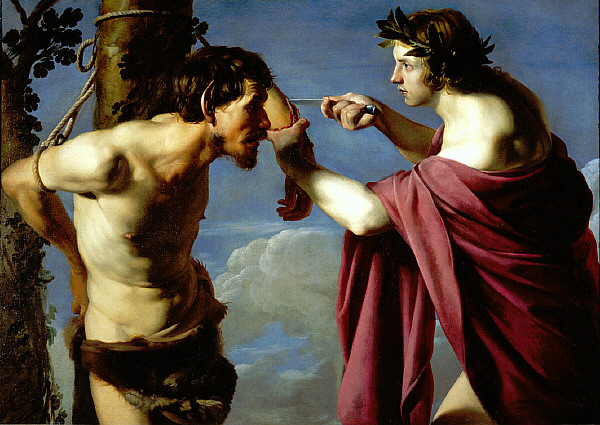
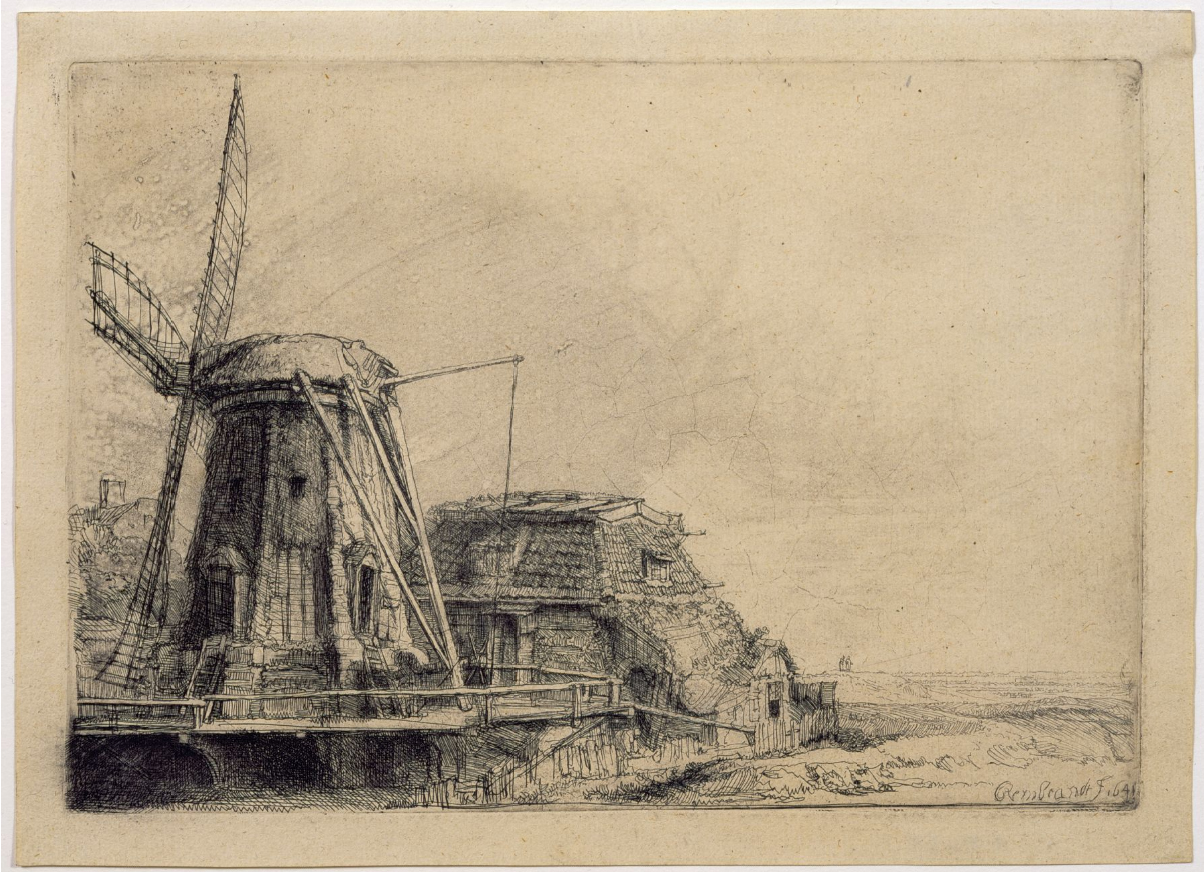
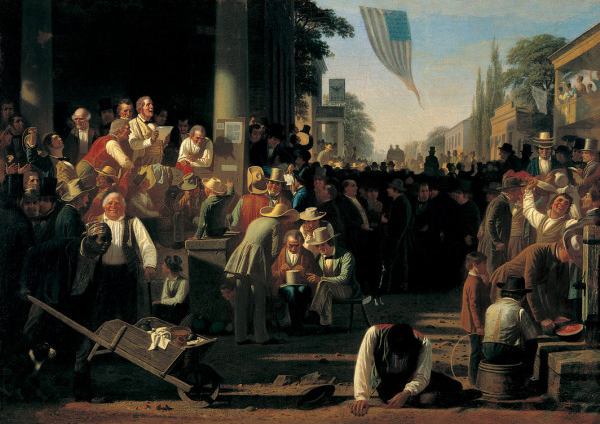
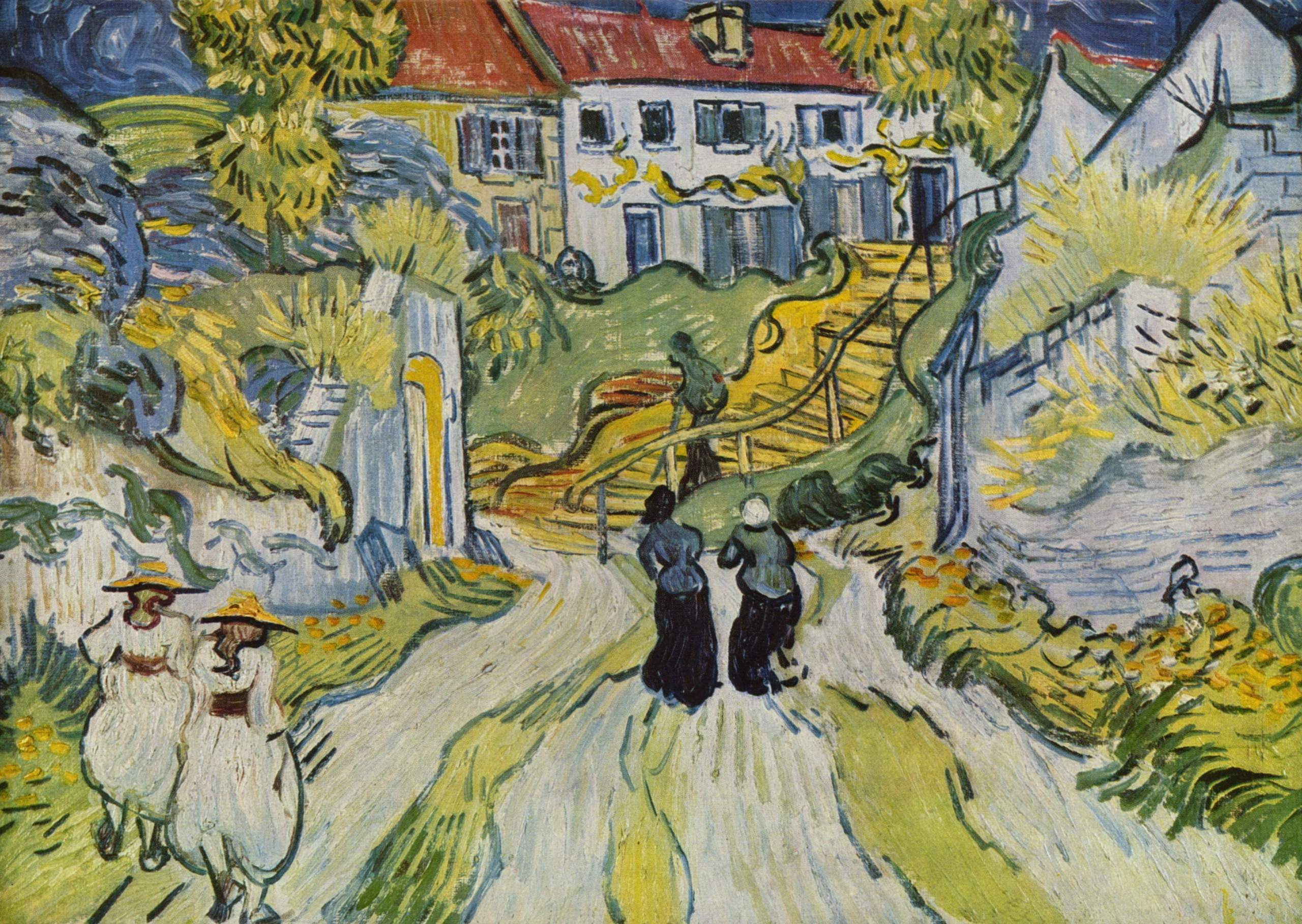
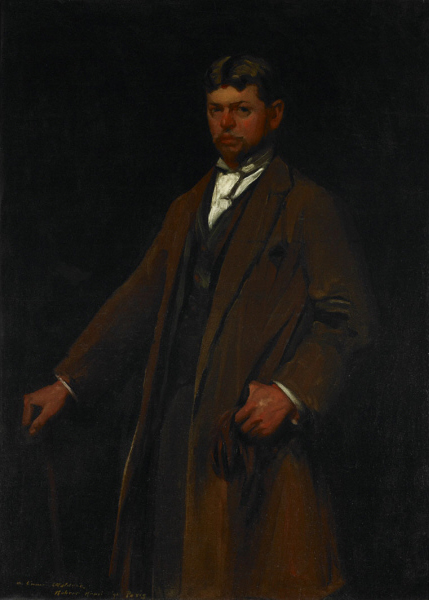
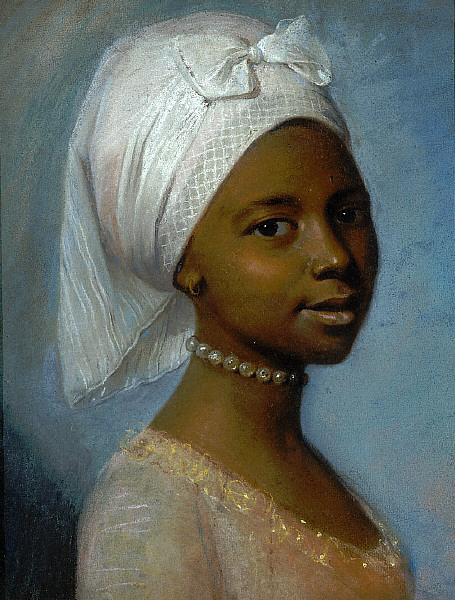